# Haga, Jönköping
Haga är en stadsdel i Jönköping
Haga ligger vid motorvägarna E4 och riksväg 40 söder om Jönköpings centrum. Stadsdelen är ett industriområde som exploaterats från 1950-talet och framåt. Läget vid en stor trafikkorsning, Trafikplats Ljungarum, har gjort läget attraktivt för företagsetableringar. Tabergsån flyter igenom stadsdelen.